# Chanteloup-les-Vignes
Chanteloup-les-Vignes là một xã của Pháp, nằm ở tỉnh Yvelines trong vùng Île-de-France.
Người dân ở đây trong tiếng Pháp gọi là Chantelouvais. 
Xã này cách trung tâm Paris 30 km.

## Dân số
Cuối năm 1960, dân số Chanteloup là 2 500 người.
Nay dân số xã này hơn 9000 người.